# یاکو یامازاکی
یاکو یامازاکی (انگلیسی: Yaeko Yamazaki؛ زادهٔ ۲ سپتامبر ۱۹۵۰) بازیکن والیبال اهل ژاپن است.